# Бучіште
Бучіште (мак. Бучиште) — село в громаді Пробіштіп, в регіоні Злетово-Пробіштіп, на околиці міста Пробіштіп.

## Назва
Назва села вперше згадується в XV столітті, коли згадуються Горно і Дольно Бучіште. Назва може означати «місце, поросле буком» або «місце, де шумить вода».

## Географія
Село розташоване в південній частині території общини Пробіштіп, неподалік від дороги Пробіштіп-Штіп або Кочані та з правого боку Злетовської Реки. Село рівнинне, розташоване на висоті 330 метрів. Від міста Пробіштіп село знаходиться на відстані 9 кілометрів.
До самого села проходить дорога обласного значення 1205, звідки розворот з асфальтним покриттям до самого села.

## Економіка
Атар села не великий і займає площу 4,9 км2, де переважає орна земля площею 224,3 га, пасовища займають 215,6 га, а ліси лише 20,3 га.

## Населення
| Нація     | 1900 | 1994  | 2002  | 2021  |
| --------- | ---- | ----- | ----- | ----- |
| македонці | 100% | 95,2% | 95,5% | 85,3% |
| арумуни   |      | 3,6%  | 4,4%  |       |
| невідомо  |      | 1,2%  |       | 14,7% |

## Відомі особи
Григор Георгієв ― македонський революціонер.